# Ievgueni Kouznetsov (hockey sur glace)
Pour les articles homonymes, voir Ievgueni Kouznetsov et Kouznetsov.
Ievgueni Ievguenievitch Kouznetsov (en russe : Евгений Евгеньевич Кузнецов et en anglais : Evgeny Kuznetsov), né le 19 mai 1992 à Tcheliabinsk, en Russie, est un joueur professionnel russe de hockey sur glace. Il évolue au poste d'ailier.

## Biographie
Kouznetsov est formé au Traktor Tcheliabinsk. Son premier entraîneur est Vladimir Ivanovitch Chabounine. Il a évolué pour les équipes de jeunes de l'Avangard Omsk avant 2005. En 2008, il débute en senior avec l'équipe réserve du Traktor Tcheliabinsk dans la Pervaïa liga, le troisième niveau russe. Il dispute deux matchs. Lors de la saison suivante, il marque seize points en vingt deux parties. Lors du championnat du monde moins de 18 ans 2009, il représente la Russie. Il est aligné en deuxième ligne avec Maksim Kitsyne et Aleksandr Bourmistrov. L'équipe s'incline en finale 5-0 contre les américains, organisateurs de la compétition. Avec 13 points, il termine quatrième pointeur du tournoi.
Le 8 octobre 2009, il débute avec le Traktor dans la Ligue continentale de hockey. Le 12 octobre 2009, il inscrit sa première assistance face au Dinamo Riga. Son premier but est réalisé contre le Lada Togliatti le 11 janvier 2011.
Il est appelé en sélection junior russe pour le championnat du monde junior 2010 conclus par une sixième place. De retour en KHL, il inscrit son premier but chez le Lada Togliatti le 12 janvier 2010 permettant une victoire 3-2 dans les deux dernières minutes de jeu. Lors du championnat du monde moins de 18 ans 2010, il est capitaine de la Russie qui termine quatrième. Il termine meilleur pointeur de sa sélection. Son bilan est de neuf points dont sept assistances en trente cinq parties. Le Traktor, quatrième de la Division Kharlamov, est éliminé en quart de finale la Coupe Gagarine contre le Metallourg Magnitogorsk. Kouznetsov compte un but lors de la série conclut en quatre matchs.
Il alors est mis à disposition de l'équipe junior. La KHL a créé en début de saison la Molodiojnaïa Hokkeïnaïa Liga (MHL) afin d'aguérir les jeunes joueurs de ses équipes. Les Belye Medvedi est le nom donné à l'équipe junior du Traktor. L'équipe se classe septième de la division est. Lors des séries éliminatoires de la Coupe Kharlamov, Kouznetsov ne dispute que deux parties face au Loko, équipe réserve du Lokomotiv Iaroslavl. L'équipe s'incline en demi-finale 3 victoires à 1 face aux Stalnye Lissy équipe réserve du Metallourg Magnitogorsk dont le gardien Dmitri Volochine est nommé meilleur gardien des séries éliminatoires.
Lors du repêchage d'entrée dans la LNH 2010, il est choisi au premier tour, à la 26e place au total par les Capitals de Washington. Il est le troisième russe et joueur non nord-américain choisi après Bourmistrov, huitième choix, et Vladimir Tarassenko sélectionné en seizième place. Durant l'été, il participe au camp d'entraînement des Caps.
Il membre de l'équipe de Russie lors du championnat du monde junior 2011. Son coéquipier en club Anton Bourdassov est également présent. il s'illustre lors du match de quart de finale remportée 4-3 en prolongation par la Russie face à la Finlande. Il inscrit deux buts dont celui de la victoire et une assistance dans les onze dernières minutes du match. Il offre trois assistances lors de la finale remportée 5-3 face au Canada après que la Sbornaïa a été menée 3-0 à la fin du deuxième tiers-temps. Il termine deuxième pointeur de la compétition à égalité avec son compatriote Tarassenko avec onze points, alors que le Canadien Brayden Schenn mène le classement avec dix-huit points.
Il honore sa première sélection en équipe nationale le 10 février 2011 face à la Finlande inscrivant sa première assistance au cours d'un match des LG Hockey Games. Le 12 février 2011, il marque son premier but lors de sa deuxième sélection contre la Suède. Il est aligné au cours du tournoi en quatrième ligne avec Vadim Chipatchiov et Iouri Troubatchiov. Il est le meilleur pointeur de la Sbornaïa avec deux buts et une assistance en trois parties.
Dans la KHL, le Traktor ne parvient pas à se qualifier pour les séries éliminatoires avec la neuvième place de la conférence Ouest. Mais Kouznetsov en profite pour s'affirmer. Malgré neuf matchs de moins le défenseur Deron Quint, les deux joueurs sont les meilleurs pointeurs de l'équipe avec 32 points. Ses performances lui permettent d'être retenu pour le troisième Match des étoiles de la ligue avec l'équipe de la Conférence Est. L'équipe, dont le capitaine est Jaromír Jágr, l'emporte face à la Conférence Ouest d'Alekseï Iachine sur le score fleuve de 18-16. Kouznetsov marque un but et quatre assistances. Il se blesse à l'épaule lors du camp d'entraînement de l'équipe nationale pour le mondial 2011.
Valeri Braguine, entraîneur de l'équipe de Russie junior, le nomme capitaine de la sélection lors du Championnat du monde junior 2012. Durant le tour préliminaire, la Russie bat la Lettonie 14-0 pour son troisième match du groupe A. Kouznetsov inscrit neuf points dont trois buts. Cette performance le classe alors au deuxième plus haut total de points en un match du championnat du monde junior. Le record étant détenu par Peter Forsberg avec dix points en 1993 face au Japon. En demi-finale, il marque trois buts et une assistance lors de la qualification 6-5 contre le Canada.

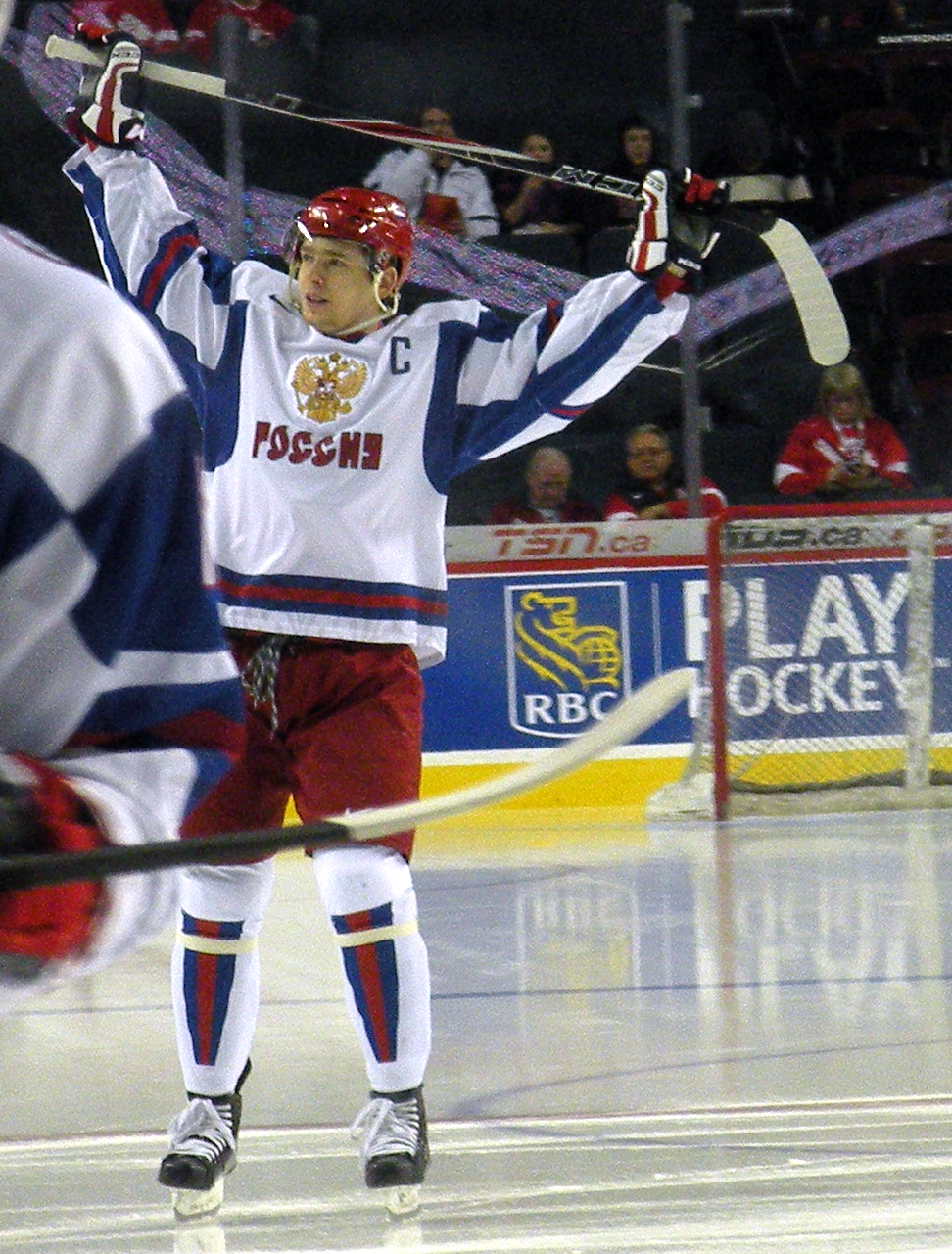
Kouznetsov lors du championnat du monde junior 2012.

Le 10 mars 2014, il joue son premier match dans la Ligue nationale de hockey avec les Capitals face aux Penguins de Pittsburgh. Il inscrit ses trois premières assistances le 14 mars face aux Canucks de Vancouver. Il marque son premier but le 25 mars face aux Kings de Los Angeles.
Le 8 mars 2024, les Capitals l'échangent aux Hurricanes de la Caroline. Les Capitals retiennent 50% de son salaire et reçoivent un choix de troisième tour au repêchage de 2025.

## Vie privée
Son frère a été assassiné à l'âge de 13 ans. Ce meurtre n'a pas été résolu.

## Statistiques

### En club
| Saison     | Équipe                    | Ligue        |                   | Saison régulière  | Saison régulière  | Saison régulière  | Saison régulière  | Saison régulière |    | Séries éliminatoires | Séries éliminatoires | Séries éliminatoires | Séries éliminatoires | Séries éliminatoires |
| Saison     | Équipe                    | Ligue        | PJ                | B                 | A                 | Pts               | Pun               | PJ               | B  | A                    | Pts                  | Pun                  |                      |                      |
| 2007-2008  | Traktor Tcheliabinsk 2    | Pervaïa liga | 2                 | 0                 | 0                 | 0                 | 0                 |                  |    |                      |                      |                      |                      |                      |
| 2008-2009  | Traktor Tcheliabinsk 2    | Pervaïa Liga | 22                | 5                 | 11                | 16                | 40                |                  |    |                      |                      |                      |                      |                      |
| 2009-2010  | Traktor Tcheliabinsk      | KHL          | 35                | 2                 | 7                 | 9                 | 10                | 4                | 1  | 0                    | 1                    | 0                    |                      |                      |
| 2009-2010  | Belye Medvedi             | MHL          | 9                 | 4                 | 12                | 16                | 8                 | 2                | 1  | 2                    | 3                    | 2                    |                      |                      |
| 2010-2011  | Traktor Tcheliabinsk      | KHL          | 44                | 17                | 15                | 32                | 30                |                  |    |                      |                      |                      |                      |                      |
| 2010-2011  | Belye Medvedi             | MHL          | 8                 | 10                | 5                 | 15                | 4                 | 5                | 0  | 2                    | 2                    | 10                   |                      |                      |
| 2011-2012  | Traktor Tcheliabinsk      | KHL          | 49                | 19                | 22                | 41                | 30                | 12               | 7  | 2                    | 9                    | 10                   |                      |                      |
| 2012-2013  | Traktor Tcheliabinsk      | KHL          | 51                | 19                | 25                | 44                | 42                | 25               | 5  | 6                    | 11                   | 28                   |                      |                      |
| 2013-2014  | Traktor Tcheliabinsk      | KHL          | 31                | 8                 | 13                | 21                | 12                | -                | -  | -                    | -                    | -                    |                      |                      |
| 2013-2014  | Capitals de Washington    | LNH          | 17                | 3                 | 6                 | 9                 | 6                 | -                | -  | -                    | -                    | -                    |                      |                      |
| 2014-2015  | Capitals de Washington    | LNH          | 80                | 11                | 26                | 37                | 24                | 14               | 5  | 2                    | 7                    | 8                    |                      |                      |
| 2015-2016  | Capitals de Washington    | LNH          | 82                | 20                | 57                | 77                | 32                | 12               | 1  | 1                    | 2                    | 8                    |                      |                      |
| 2016-2017  | Capitals de Washington    | LNH          | 82                | 19                | 40                | 59                | 46                | 13               | 5  | 5                    | 10                   | 8                    |                      |                      |
| 2017-2018  | Capitals de Washington    | LNH          | 79                | 27                | 56                | 83                | 48                | 24               | 12 | 20                   | 32                   | 16                   |                      |                      |
| 2018-2019  | Capitals de Washington    | LNH          | 76                | 21                | 51                | 72                | 50                | 7                | 1  | 5                    | 6                    | 2                    |                      |                      |
| 2019-2020  | Capitals de Washington    | LNH          | 63                | 19                | 33                | 52                | 40                | 8                | 3  | 2                    | 5                    | 4                    |                      |                      |
| 2020-2021  | Capitals de Washington    | LNH          | 41                | 9                 | 20                | 29                | 18                | 3                | 0  | 0                    | 0                    | 0                    |                      |                      |
| 2021-2022  | Capitals de Washington    | LNH          | 79                | 24                | 54                | 78                | 44                | 6                | 2  | 3                    | 5                    | 2                    |                      |                      |
| 2022-2023  | Capitals de Washington    | LNH          | 81                | 12                | 43                | 55                | 56                | -                | -  | -                    | -                    | -                    |                      |                      |
| 2023-2024  | Capitals de Washington    | LNH          | 43                | 6                 | 11                | 17                | 24                | -                | -  | -                    | -                    | -                    |                      |                      |
| 2023-2024  | Hurricanes de la Caroline | LNH          | 20                | 2                 | 5                 | 7                 | 6                 | 10               | 4  | 2                    | 6                    | 4                    |                      |                      |
| 2024-2025  | SKA Saint-Pétersbourg     | KHL          | Saison en cours ? | Saison en cours ? | Saison en cours ? | Saison en cours ? | Saison en cours ? |                  |    |                      |                      |                      |                      |                      |
| Totaux LNH | Totaux LNH                | Totaux LNH   | 743               | 173               | 402               | 575               | 394               | 97               | 33 | 40                   | 73                   | 52                   |                      |                      |

### En équipe nationale
| Année | Compétition                       |    | PJ | B | A  | Pts | Pun | +/-                    |  | Résultat |
| 2009  | Championnat du monde moins 18 ans | 7  | 6  | 7 | 13 | 10  | +7  | Médaille d'argent      |  |          |
| 2010  | Championnat du monde junior       | 6  | 2  | 0 | 2  | 10  | +1  | 6e place               |  |          |
| 2010  | Championnat du monde moins 18 ans | 7  | 7  | 5 | 12 | 6   | +8  | 4e place               |  |          |
| 2011  | Championnat du monde junior       | 7  | 4  | 7 | 11 | 4   | +7  | Médaille d'or          |  |          |
| 2011  | Sweden Hockey Games               | 3  | 2  | 1 | 3  | 2   | +2  | 2e place               |  |          |
| 2011  | Coupe Karjala                     | 3  | 2  | 0 | 2  | 0   | +1  | 1re place              |  |          |
| 2012  | Championnat du monde junior       | 6  | 6  | 7 | 13 | 2   | +6  | Médaille d'argent      |  |          |
| 2012  | KAJOTbet Hockey Games             | 3  | 1  | 0 | 1  | 2   | -2  | 3e place               |  |          |
| 2012  | Championnat du monde              | 10 | 2  | 4 | 6  | 4   | +3  | Médaille d'or          |  |          |
| 2012  | Coupe Karjala                     | 3  | 0  | 1 | 1  | 0   | +1  | 3e place               |  |          |
| 2013  | Championnat du monde              | 3  | 1  | 0 | 1  | 2   | +1  | 6e place               |  |          |
| 2014  | Championnat du monde              | 10 | 1  | 1 | 2  | 4   | +3  | Médaille d'or          |  |          |
| 2016  | Championnat du monde              | 6  | 1  | 1 | 2  | 0   | +4  | Médaille de bronze     |  |          |
| 2016  | Coupe du monde                    | 4  | 2  | 0 | 2  | 6   | 0   | Défaite en demi-finale |  |          |
| 2017  | Championnat du monde              | 5  | 1  | 2 | 3  | 6   | 0   | Médaille de bronze     |  |          |
| 2019  | Championnat du monde              | 10 | 2  | 4 | 6  | 6   | +7  | Médaille de bronze     |  |          |

## Trophées et honneurs personnels

### Championnat du monde junior
- 2011 : nommé dans l'équipe type des médias
- 2011 : désigné comme l'un des trois meilleurs joueurs de la Russie par les entraîneurs
- 2012 : nommé meilleur joueur
- 2012 : 
  - nommé meilleur attaquant
  - nommé dans l'équipe type des médias
  - désigné comme l'un des trois meilleurs joueurs de la Russie par les entraîneurs

### Ligue continentale de hockey
- 2011 : participe au troisième Match des étoiles avec la Conférence Est
- 2012 : participe au quatrième Match des étoiles avec la conférence Est
- 2013 : participe au Cinquième Match des étoiles avec la conférence Est

### Oddset Hockey Games
- 2012 : nommé dans l'équipe type

### Ligue nationale de hockey
- 2015-2016 : participe au 61e Match des étoiles de la LNH (1)
- 2017-2018 : vainqueur de la Coupe Stanley avec les Capitals de Washington
- 2021-2022 : participe au 66e Match des étoiles de la LNH (2)